# Faro de San Cristóbal
El faro de San Cristóbal es un faro situado sobre la Punta de San Cristóbal, en las proximidades del puerto de San Sebastián de la Gomera, al oeste de la isla de La Gomera, en el archipiélago de las Islas Canarias, España. Está gestionado por la autoridad portuaria de la provincia de Santa Cruz de Tenerife.

## Historia
Comenzó a construirse en 1900, pero fue terminado en 1903.